# Aegithalos concinnus
El mito gorjinegro (Aegithalos concinnus) es una especie de ave paseriforme de la familia Aegithalidae propia de la región indomalaya. 

## Descripción
El mito gorjinegro es un paseriforme pequeño, que mide alrededor de 10,5 cm de largo y un peso de 4.9 g.  Existe una considerable variación  en el plumaje, pero todas las subespecies tienen una cola de longitud mediana (en comparación con la larga cola de la relacionada Aegithalos caudatus ), tiene la garganta negra y máscara negra alrededor del ojo. La  banda del pecho, los flancos y la espalda de color gris oscuro, alas, cola, y el vientre blanco.

## Distribución y hábitat
Se extiende desde las estribaciones del Himalaya en Pakistán y el norte de la India a través de grandes zonas del sur de China, el norte de Birmania, Vietnam y Taiwán.  Vive en los bosques de hoja ancha, así como en los bosques de pinos, por lo general se encuentran en altitudes medias.

## Comportamiento
Es muy social y viajará en grandes bandadas de hasta 40 aves. El nido es construido a partir de musgos y líquenes , y cuelga de las ramas de los árboles.
La especie se alimenta de pequeños insectos y arañas, así como de pequeñas semillas, frutas y bayas (frambuesas, sobre todo). 

## Subespecies
Comprende las siguientes subespecies:
- Aegithalos concinnus annamensis  (Robinson & Kloss) 1919
- Aegithalos concinnus concinnus  (Gould) 1855
- Aegithalos concinnus iredalei  (Baker,ECS) 1920
- Aegithalos concinnus manipurensis  (Hume) 1888
- Aegithalos concinnus pulchellus  (Rippon) 1900
- Aegithalos concinnus talifuensis  (Rippon) 1903